# ساده‌لوح در آکسفورد
ساده‌لوح در آکسفورد (به انگلیسی: A Chump at Oxford) فیلمی طنزی با نقش آفرینی لورل و هاردی می‌باشد. این فیلم در ایران همچنین با نام احمق‌ها در آکسفورد نیز معروف است.

## داستان فیلم
لورل و هاردی بر حسب تصادف سارق یک بانک را دستگیر می‌کنند. رئیس بانک برای تشکر حاضر می‌شود خواسته‌های آنها را اجابت کند. لورل و هاردی نیز که به تازگی به اهمیت تحصیل پی برده‌اند از او می‌خواهند که آنها را به دانشگاه بفرستد. رئیس بانک موافقت می‌کند ولی در دانشگاه ماجراهای فراوانی انتظار آن دو را می‌کشد.

## گزیدهٔ بازیگران

### اصلی
- استن لورل
- اولیور هاردی
- فورستر هاروی
- ویلفرد لوکاس
- فرانک بیکر
- ادی بوردن
- چارلی هال
- ویکتور کندال
- جرالد فیلدینگ
- پیتر کوشینگ

### نام‌شان در عنوان‌بندی فیلم نیامده
- هری برنارد
- استنلی بلستون
- ریچارد کریمر
- ژان دو بریاک
- مارجوری دیان
- هربرت اوانس
- جیمز فینلیسون
- آنیتا گاروین
- رابرت کنت
- رکس لیزینگ
- اتلریدا لیوپولد
- سام لافکین
- جرج مگریل
- جیمز میلیکان
- ادموند مورتیمر
- ادگار نورتون
- ویوین اوکلند
- جک اندرو
- آل تامپسون